# Паго-Паго (аэропорт)
Международный аэропорт Паго-Паго, также известный как Международный аэропорт Тафуна (англ. Pago Pago International Airport, (ИАТА: PPG, ИКАО: NSTU, FAA LID: PPG)) — гражданский аэропорт, расположенный в посёлке Тафуна в пяти километрах к юго-западу от центрального района города Паго-Паго(Американское Самоа}.

## История
История аэропорта восходит к началу Второй мировой войны, когда 7 декабря 1941 года на месте будущего аэропорта были размещены части военно-морской базы в Тутуила. 17 марта следующего года было завершено строительство взлётно-посадочной полосы и некоторых объектов инфраструктуры военной базы, получившей название Аэродром Тафуна. Два дня спустя аэродром принял подразделения VMF-111 и VMO-151 Корпуса морской пехоты США, которые с этого дня и до окончания Второй мировой войны базировались на Аэродроме Тафуна.
Изначально аэродром эксплуатировал две взлётно-посадочные полосы: 9/27 размерами 1853 × 152 метров и 14/32 размерами 914 × 61 метров. Основные постройки аэродрома, ряд крупных ангаров и диспетчерская вышка управления воздушным движением находились на конце ВПП, которая в настоящее время имеет маркировку 8/26.
Международный аэропорт Паго-Паго начал обслуживание коммерческих авиарейсов в середине 1950-х годов. Первые регулярные рейсы были открыты между Паго-Паго и Международным аэропортом Фалеоло (Западное Самоа) авиакомпаниями Polynesian Airlines и Samoan Airways на самолётах Douglas DC-3, ранее использовавшихся в военных целях. Международный аэропорт Паго-Паго был полностью реконструирован в 1963 году при содействии администрации президента США Джона Кеннеди и в следующем году был сертифицирован для приёма реактивных лайнеров, основной пассажирский трафик при этом составили туристические маршруты быстро развивающейся индустрии туристического бизнеса Американского Самоа. В 1965 году было введено в эксплуатацию новое здание пассажирского терминала, а прежняя военная взлётно-посадочная полоса 14/32 была заменена новой полосой 5/23 длиной 2743 метров с асфальтовым покрытием. В течение нескольких месяцев после сдачи взлётно-посадочной полосы были также построены асфальтовые рулёжные дорожки и перрон аэропорта.
В 1964 году национальная авиакомпания США Pan American World Airways открыла регулярные рейсы на реактивных самолётах Boeing 707 между Сиднеем (Австралия), Оклендом (Новая Зеландия), Гонолулу (Гавайские острова) и Папеэте (Таити). В начале 1970-х годов ещё два перевозчика Air New Zealand и American Airlines ввели регулярные транстихоокеанские маршруты на реактивных лайнерах McDonnell Douglas DC-8 из Окленда и Сиднея с промежуточной посадкой для дозаправки в Международном аэропорту Паго-Паго. Аэропорт долгое время играл главную роль в обеспечении регулярных рейсов с островами Самоа вплоть до 1984 года, когда в Международном аэропорту Фалеоло была введена в действие новая взлётно-посадочная полоса, способная принимать самолёты класса Boeing 737. После 1984 года основной трафик международных авиаперевозок стал постепенно переходить из аэропорта Паго-Паго в Фалеоло.
Вторая взлётно-посадочная полоса 8/26 Международного аэропорта Паго-Паго в 1960-х и начале 1970-х годов не функционировала для приёма самолётов, не поддерживалась техническим обслуживанием и фактически была заброшена. В конце 1970-х после второй реконструкции и модернизации здания пассажирского терминала полосу 8/26 постепенно начали восстанавливать и в настоящее время вторая ВПП активно используется для приёма самолётов аэротакси, выполняющих рейсы в Апиа, Офу-Олосега и Тау.
В 2001 году в целях обслуживания дальнемагистральных тяжёлых лайнеров длина основной взлётно-посадочной полосы Международного аэропорта Паго-Паго была увеличена с 2743 до 3048 метров.
Международный аэропорт Паго-Паго в своё время занимал важное место в американской космической программе Аполлон. В частности, астронавты пилотируемых кораблей Аполлон-10, Аполлон-12, Аполлон-13, Аполлон-14 и Аполлон-17 после приводнения были найдены в нескольких сотнях километрах от Паго-Паго, доставлены на дежурные авианосцы, а затем вертолётами в аэропорт Паго-Паго, откуда затем астронавтов забирали военно-транспортными самолётами Lockheed C-141 Starlifter.
Международный аэропорт Паго-Паго находится в собственности правительства Американского Самоа и управляется одним из его подразделений.

## Базируемые в аэропорту авиакомпании (текущие и прежние)
- Inter Island Airways с 1993 года по настоящее время
- South Pacific Express (SPEX) с 2005 по 2008 годы (затем компания сменила базовый аэропорт и в мае 2008 года обнакротилась)
- Samoa Air с 1987 по 2003 годы (расформирована)
- Manu'a Air Transport с 1984 по 1992 годы (расформирована)
- South Pacific Island Airways (SPIA) с 1973 по 1987 годы (расформирована)
- Samoan Airways с 1959 по 1960 годы (расформирована)

## Инфраструктура
Международный аэропорт Паго-Паго располагает следующими объектами инфраструктуры:
- главный пассажирский терминал;
- выходы на посадку — A, B, C;
- стоянки самолётов — 3 единицы;
- грузовые склады — 3 единицы;
- ангары самолётов — 3 единицы;
- сервис наземного обслуживания самолётов, владельцы — компания Trans Pacific Enterprises/TPE и авиакомпания Hawaiian Airlines;
- заправочная служба, владелец BP.

## Услуги
В здании терминала Международного аэропорта Паго-Паго пассажирам предлагаются следующие услуги:
- стойки регистрации пассажиров — 10 единиц;
- ресторан;
- сувенирные маразины — 6 единиц;
- магазин беспошлинной торговли;
- зал ВИП-обслуживания;
- офис туристического агентства;
- аренда автомобилей — 4 офиса;
- офис такси;
- банкомат банка ANZ Amerika Samoa Bank.

## Авиапроисшествия и несчастные случаи
- 30 января 1974 года, рейс 806 Окленд — Паго-Паго — Гонолулу — Лос-Анджелес авиакомпании Pan American World Airways, самолёт Boeing B-707-321B (регистрационный номер N454PA). При заходе на посадку по приборам в Международном аэропорту Паго-Паго экипаж не смог скорректировать слишком большую вертикальную скорость, в результате чего лайнер упал на лесной массив перед взлётно-посадочной полосой аэропорта. Практически все пассажиры и члены экипажа (97 из 101 человек на борту) погибли не от непосредственного удара самолёта о деревья, а из-за возникшего пожара и последовавшей за ним общей паники[2].